# Ricky Charles
Ricky "Curry" Charles (né le 16 juin 1975 à Grenade) est un joueur de football international grenadien, qui évoluait au poste de milieu de terrain.

## Biographie

### Carrière en sélection
Avec l'équipe de Grenade, il a inscrit 37 buts en 64 matchs entre 1995 et 2011, statistiques qui font de lui le meilleur buteur de l'histoire des Spice Boys. 
Il a participé aux éliminatoires de quatre Coupes du monde (1998, 2002, 2006 et 2010) en marquant huit buts en douze rencontres. Au niveau continental, il a disputé les Gold Cup de 2009 et 2011 et a pris sa retraite internationale après ce dernier tournoi.

#### Buts en sélection
| Buts en sélection de Ricky Charles | Buts en sélection de Ricky Charles | Buts en sélection de Ricky Charles                         | Buts en sélection de Ricky Charles | Buts en sélection de Ricky Charles | Buts en sélection de Ricky Charles | Buts en sélection de Ricky Charles |
|                                    | Date                               | Lieu                                                       | Adversaire                         | Score                              | Résultat                           | Compétition                        |
| ---------------------------------- | ---------------------------------- | ---------------------------------------------------------- | ---------------------------------- | ---------------------------------- | ---------------------------------- | ---------------------------------- |
| 1.                                 | 21 mars 1995                       | Grenada National Stadium, St. George's (Grenade)           | Sainte-Lucie                       |                                    | 2-0                                | QCAR 1995                          |
| 2.                                 | 29 mars 1996                       | Georgetown (Guyana)                                        | Guyana                             | 1-1                                | 1-2                                | QCM 1998                           |
| 3.                                 | 7 avril 1996                       | St. George's (Grenade)                                     | Guyana                             | 1-0                                | 6-0                                | QCM 1998                           |
| 4.                                 | 4 avril 1997                       | Palo Seco Velodrome, Palo Seco (Trinité-et-Tobago)         | Guyana                             | 1-0                                | 5-1                                | CAR 1997                           |
| 5.                                 | 4 juillet 1997                     | Antigua Recreation Ground, St. John's (Antigua-et-Barbuda) | Jamaïque                           | 1-0                                | 1-1                                | CAR 1997                           |
| 6.                                 | 15 avril 1998                      | Antigua Recreation Ground, St. John's (Antigua-et-Barbuda) | Anguilla                           | 4-0                                | 14-1                               | CAR 1998                           |
| 7.                                 | 15 avril 1998                      | Antigua Recreation Ground, St. John's (Antigua-et-Barbuda) | Anguilla                           | 5-0                                | 14-1                               | CAR 1998                           |
| 8.                                 | 15 avril 1998                      | Antigua Recreation Ground, St. John's (Antigua-et-Barbuda) | Anguilla                           | 7-0                                | 14-1                               | CAR 1998                           |
| 9.                                 | 15 avril 1998                      | Antigua Recreation Ground, St. John's (Antigua-et-Barbuda) | Anguilla                           | 13-0                               | 14-1                               | CAR 1998                           |
| 10.                                | 12 mars 2001                       | Grenada National Stadium, St. George's (Grenade)           | Dominique                          |                                    | 8-3                                | Match amical                       |
| 11.                                | 12 mars 2001                       | Grenada National Stadium, St. George's (Grenade)           | Dominique                          |                                    | 8-3                                | Match amical                       |
| 12.                                | 14 mars 2001                       | Grenada National Stadium, St. George's (Grenade)           | Sainte-Lucie                       |                                    | 4-3                                | Match amical                       |
| 13.                                | 4 avril 2001                       | André Kamperveen Stadion, Paramaribo (Suriname)            | Barbade                            | 1-1                                | 1-2                                | CAR 2001                           |
| 14.                                | 6 avril 2001                       | André Kamperveen Stadion, Paramaribo (Suriname)            | Aruba                              | 2-1                                | 4-2                                | CAR 2001                           |
| 15.                                | 6 avril 2001                       | André Kamperveen Stadion, Paramaribo (Suriname)            | Aruba                              | 3-1                                | 4-2                                | CAR 2001                           |
| 16.                                | 6 avril 2001                       | André Kamperveen Stadion, Paramaribo (Suriname)            | Aruba                              | 4-2                                | 4-2                                | CAR 2001                           |
| 17.                                | 6 juillet 2002                     | Grenada National Stadium, St. George's (Grenade)           | Saint-Martin                       | 7-2                                | 8-3                                | QGC 2003                           |
| 18.                                | 30 juillet 2002                    | Grenada National Stadium, St. George's (Grenade)           | Taipei chinois                     | 5-1                                | 5-2                                | Match amical                       |
| 19.                                | 4 août 2002                        | Stade Alberic Richards, Marigot (Saint-Martin)             | Saint-Martin                       | 0-5                                | 1-7                                | QGC 2003                           |
| 20.                                | 4 août 2002                        | Stade Alberic Richards, Marigot (Saint-Martin)             | Saint-Martin                       | 0-6                                | 1-7                                | QGC 2003                           |
| 21.                                | 4 août 2002                        | Stade Alberic Richards, Marigot (Saint-Martin)             | Saint-Martin                       | 0-7                                | 1-7                                | QGC 2003                           |
| 22.                                | 14 mars 2004                       | Blairmont (Guyana)                                         | Guyana                             | 0-1                                | 1-3                                | QCM 2006                           |
| 23.                                | 20 juin 2004                       | Grenada National Stadium, St. George's (Grenade)           | États-Unis                         | 2-3                                | 2-3                                | QCM 2006                           |
| 24.                                | 20 novembre 2004                   | Gouyave (Grenade)                                          | Saint-Vincent-et-les-Grenadines    | 2-0                                | 3-2                                | Match amical                       |
| 25.                                | 20 novembre 2004                   | Gouyave (Grenade)                                          | Saint-Vincent-et-les-Grenadines    | 3-2                                | 3-2                                | Match amical                       |
| 26.                                | 24 novembre 2004                   | Marvin Lee Stadium, Macoya (Trinité-et-Tobago)             | Suriname                           | 1-1                                | 2-2                                | CAR 2005                           |
| 27.                                | 28 novembre 2004                   | Marvin Lee Stadium, Macoya (Trinité-et-Tobago)             | Porto Rico                         | 2-0                                | 5-2                                | CAR 2005                           |
| 28.                                | 26 mars 2008                       | Grenada National Stadium, St. George's (Grenade)           | Îles Vierges des États-Unis        | 3-0                                | 10-0                               | QCM 2010                           |
| 29.                                | 26 mars 2008                       | Grenada National Stadium, St. George's (Grenade)           | Îles Vierges des États-Unis        | 4-0                                | 10-0                               | QCM 2010                           |
| 30.                                | 26 mars 2008                       | Grenada National Stadium, St. George's (Grenade)           | Îles Vierges des États-Unis        | 5-0                                | 10-0                               | QCM 2010                           |
| 31.                                | 26 mars 2008                       | Grenada National Stadium, St. George's (Grenade)           | Îles Vierges des États-Unis        | 6-0                                | 10-0                               | QCM 2010                           |
| 32.                                | 13 octobre 2008                    | Stade René-Serge-Nabajoth, Les Abymes (Guadeloupe)         | Guadeloupe                         | 0-1                                | 2-1                                | CAR 2008                           |
| 33.                                | 15 octobre 2008                    | Stade René-Serge-Nabajoth, Les Abymes (Guadeloupe)         | Îles Caïmans                       | 3-1                                | 4-2                                | CAR 2008                           |
| 34.                                | 3 décembre 2008                    | Independence Park, Kingston (Jamaïque)                     | Trinité-et-Tobago                  | 2-1                                | 2-1                                | CAR 2008                           |
| 35.                                | 11 décembre 2008                   | Independence Park, Kingston (Jamaïque)                     | Cuba                               | 1-0                                | 2-2                                | CAR 2008                           |
| 36.                                | 28 juin 2009                       | Grenada National Stadium, St. George's (Grenade)           | Antigua-et-Barbuda                 | 1-0                                | 2-2                                | Match amical                       |
| 37.                                | 22 octobre 2010                    | Grenada National Stadium, St. George's (Grenade)           | Porto Rico                         | 3-0                                | 3-1                                | CAR 2010                           |

## Palmarès (joueur)

### En équipe nationale
- Finaliste de la Coupe caribéenne des nations en 2008.